# Wisła Cracovia
El Wisła Cracovia (en polaco y oficialmente: Wisła Kraków Sportowa Spółka Akcyjna), es un club de fútbol de la ciudad de Cracovia, en Polonia. Fue fundado en 1906 y es el club deportivo más antiguo del país. El club disputa sus partidos como local en el Estadio Henryk Reyman, con capacidad para 33.500 espectadores. Actualmente milita en la I Liga de Polonia, la segunda categoría del fútbol polaco.
El Wisła es uno de los clubes con más campeonatos de liga del fútbol polaco con catorce. Además, el club también cuenta con cinco Copas de Polonia, una Supercopa y una Copa de la liga. El Wisła también consiguió cierto éxito en competición europea en la década de 1970, alcanzando los cuartos de final en la Copa de Europa de 1978 a 1979 y al ganar la Copa Intertoto de la UEFA en 1969, 1970, y 1973.
Los colores tradicionales del club son el rojo y el blanco. El escudo del Wisła ha variado poco a lo largo de la historia y es una estrella blanca sobre un fondo rojo atravesado por una cinta azul. De hecho el equipo es conocido popularmente como Biała Gwiazda («estrella blanca»).
Mantiene una intensa rivalidad con el KS Cracovia, club también fundado en 1906 y con el que disputa la llamada «Guerra Santa de Cracovia», uno de los enfrentamientos más intensos del fútbol europeo.

## Historia
El ancestro del Wisła Cracovia de hoy era un equipo de fútbol formado en el otoño de 1906 por los alumnos de 2 º Práctica Escolar, bajo la dirección de Józef Szkolnikowski, quien también se desempeñó como capitán del equipo. En septiembre de 1906 el "Equipo de Szkolnikowski" participó en un Torneo de Otoño organizado por el Dr. Tadeusz Konczyński, que tuvo lugar en las praderas de Cracovia Błonia. " El Equipo de Szkolnikowski " llevaba camisetas de color azul para la competencia, y debido a esto, el equipo comenzó a ser conocido como "los azules".

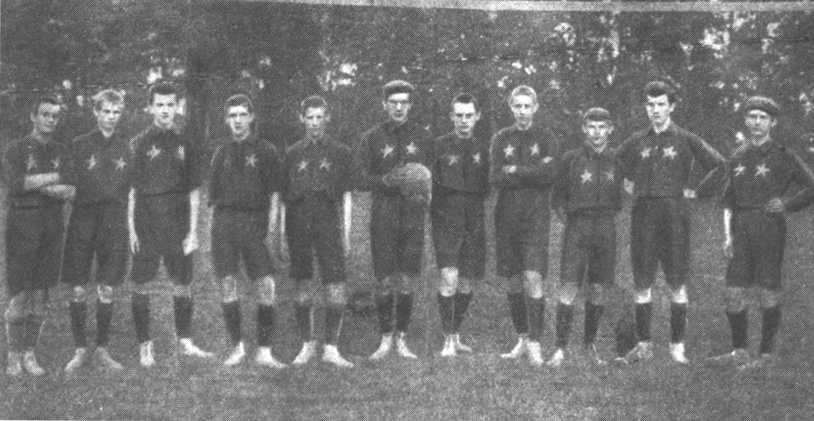
Equipo del Wisla en 1907.

En 1907 "los azules" se fusionaron con otro equipo de Cracovia, "Los Rojos" fundado y administrado por Jenker. Tras la fusión el rojo se convirtió en el color primario del equipo, pero fue a los miembros de los Blues a los que se le ocurrió el nombre Wisla para llamar a su nueva asociación. A pesar de que las camisetas del equipo eran de color rojo, estas llevaban dos estrellas azules con el fin de demostrar que el equipo fue creado a partir de la fusión de 2 escuadras. En 1911 las estrellas azules fueron reemplazadas por una sola estrella blanca colocada en el lado izquierdo del uniforme. En 1936, el escudo de armas oficial se estableció que consiste en una estrella blanca en un escudo rojo cruzado por una cinta azul, en alusión a los colores de los 2 equipos fundadores.
En la histórica primera temporada de la Liga, la lucha por el campeonato se decidió entre dos equipos de gran alcance – Wisła Cracovia y Katowice 1.FC. Esta rivalidad fue tomada muy en serio, no solo por las dos partes involucradas, sino también por toda la nación. 1.FC era considerado como el equipo de apoyo de las minorías alemanas, mientras que Wisła, al final de esta temporada histórica, representaba las ambiciones de todos los polacos.

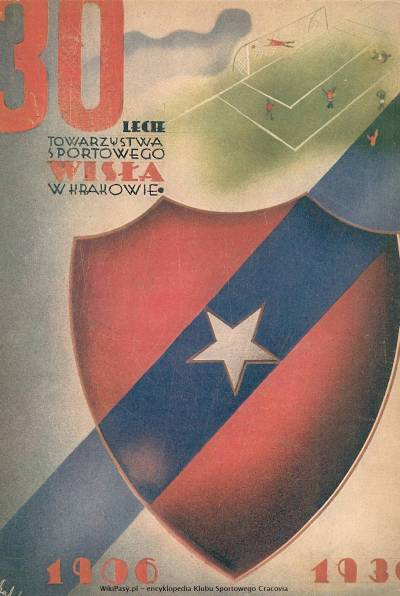
Cartel de 1936 que conmemora el 30.º aniversario del Wisła de Cracovia.

En algún momento del otoño de 1927 en Katowice, un juego nefasto entre 1.FC y Wisla se llevó a cabo. Las apuestas eran muy altas – el ganador se convertiría en el campeón. El equipo de Cracovia ganó 2-0 y se convirtió en el campeón. 1.FC terminó segundo, tercero fue Warta Poznan.
En 1949 luego de la Segunda Guerra Mundial el club fue renombrado a Gwardia Cracovia. En 1956 el club volvió a llamarse, a GTS Wisła Cracovia, un nombre que se sostuvo hasta 1990 cuando el club recuperó su nombre original: TS Wisla Cracovia. A finales de los años noventa la sección de fútbol del club se incorporó y pasó a llamarse Wisła Cracovia SSA.
El club ha tenido sus altibajos, ganando campeonatos nacionales y obteniendo puestos de calificación europea. Fue relegado también a la segunda división en tres ocasiones. Desde que la sección de fútbol fue comprada por Tele-Fonika en 1998, el equipo ha sido de lejos el club más exitoso en Polonia, ganando siete campeonatos nacionales y colocándose en segundo lugar 3 veces, por un total de 10 finales en 12 años.
En el ámbito internacional Wisła ha competido en las tres competiciones europeas. El mayor éxito del club llegó en la temporada 1978–79, cuando el Wisła fue capaz de alcanzar los cuartos de final de la Copa de Europa siendo eliminado por Malmö FF, por un marcador global de 3:5. Más recientemente Wisła estuvo a punto de competir en la fase de grupos de la Liga de Campeones 2005/06, siendo derrotado por 4:5 por el equipo griego de Panathinaikos en la prórroga y en circunstancias controvertidas.
Wisła también dos veces llegó a la segunda ronda de la Recopa en 1967/68 y 1984/85, siendo derrotado 0:5 y 2:3 por Hamburgo y Fortuna Sittard, respectivamente.
"La Estrella Blanca" ha competido diez veces en la Copa de la UEFA, por ejemplo, en 1976/77, 1981/1982 y 1998/99. Dos veces al ganar la entrada en la segunda fase solo para ser eliminado en los penaltis por el RWD Molenbeek y 02:03 por el FC Parma.
En la temporada 2021-22 de la primera división de fútbol de Polonia, el Wisła registró su peor participación hasta la fecha en la Ekstraklasa, quedando en penúltima posición tan solo por encima del Górnik Łęczna y certificando matemáticamente en la 33.ª jornada el descenso a la segunda división. En su primera temporada en la división de plata, el conjunto cracoviano finalizó en cuarta posición, jugando los playoff de ascenso contra el también equipo del voivodato de Pequeña Polonia y a priori rival asequible, el Puszcza Niepołomice. No obstante, el Puszcza se impuso al Wisła por un contundente 1-4 en el estadio del Wisła, ganando así su primera promoción a primera división. Al año siguiente el equipo continuó luchando para retornar a la Ekstraklasa, haciendo un buen papel en la Copa de Polonia, donde alcanzó la final ante el Pogoń Szczecin. El 2 de mayo de 2024, el Wisła se convirtió en campeón de la Copa de Polonia al vencer al Pogoń en el tiempo añadido por 1-2.

## Afición y rivalidades

### Hinchadas amigas
Wisla mantiene enormes relaciones amistosas con Lechia Gdansk, Slask Wroclaw y Unia Tarnów. Los partidarios compañeros están dispuestos a apoyarse mutuamente tanto en casa como fuera, haciendo caso omiso de cualquier rivalidad que pueda haber en la Ekstraklasa. Los seguidores del Wisla Cracovia son conocidos como una de las hinchadas más renombradas y apasionadas en Polonia, si no en Europa. El apoyo en los juegos en casa, e incluso en muchos partidos fuera de casa, incluye cantos, canciones, y el apoyo general del público.

### La Guerra Santa
El término "Guerra Santa de Cracovia" es el nombre que recibe la rivalidad entre los dos mejores equipos de Cracovia, el Wisla y el Cracovia. En 1906, el establecimiento de los dos primeros clubes de fútbol de Polonia, el Cracovia y el Wisla, creó una rivalidad que ahora se remonta a más de cien años. El término Guerra Santa fue utilizado por primera vez para describir la rivalidad de los equipos de judíos de Cracovia, Makabbi y Jutrzenka. Un defensor del Jutrzenka que más tarde se unió al equipo del Cracovia se refirió el derbi contra el Wisla como la guerra santa. La frase fue incorporada en una canción y desde entonces ha sido popular entre los aficionados al Wisla y al Cracovia. En 2006, el partido de 100 años de aniversario se jugó entre el Wisla Cracovia y Cracovia. Cerca de 1000 policías resguardaron el desarrollo del juego junto con los vehículos armados con cañones de agua, furgonetas antidisturbios, helicópteros y perros policía.

### Derbi de Polonia
El partido entre los clubes Wisla Cracovia y Legia de Varsovia es comúnmente reconocido como la mayor rivalidad en el fútbol polaco. Las dos equipos han sido los clubes más exitosos en Polonia durante la última década y la rivalidad entre las dos ciudades principales de Polonia, Cracovia y Varsovia, enciende la rivalidad aún más. Las diferencias regionales de Cracovia (sur) y Varsovia (norte), y el hecho de que Cracovia era la capital de Polonia antes de Varsovia (en los años desde 1041 hasta 1596) también añaden un significado mayor para el partido.

## Uniforme
- Uniforme titular: Camiseta roja, pantalón blanco y medias rojas.
- Uniforme alternativo: Camiseta, pantalón y medias blancas.

## Jugadores

### Plantilla 2022/23
Actualizado el 15 de junio de 2022.

## Palmarés

### Torneos nacionales

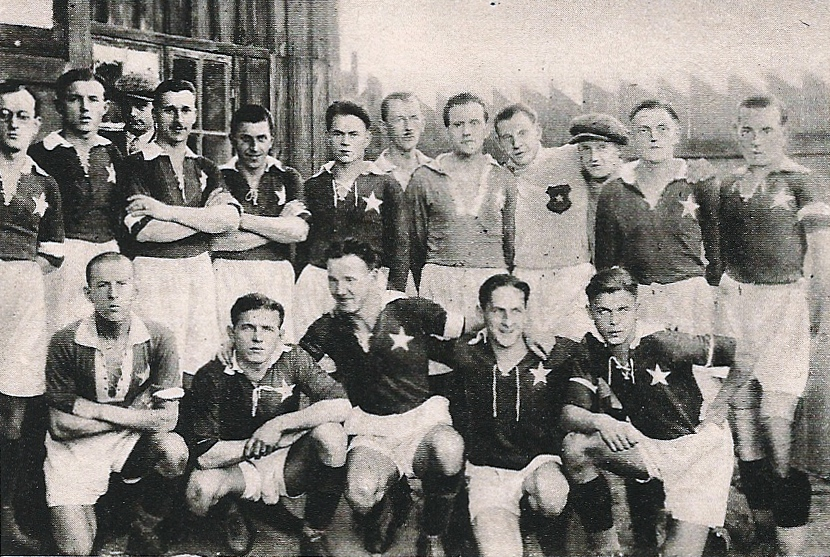
Wisla de Cracovia (1928)

- Ekstraklasa (14): 1927, 1928, 1949, 1950, 1951,[3] 1977–78, 1998–99, 2000–01, 2002–03, 2003–04, 2004–05, 2007–08, 2008–09, 2010–11.
- Copa RDM (1): 2016
- Copa Crash (1): 2016
- Copa de Polonia (5): 1926, 1966–67, 2001–02, 2002–03, 2023–24
- Supercopa de Polonia (1): 2001
- Copa de la liga de Polonia (1): 2000–01
- Copa Escudo de Armas de Cracovia (11): 1974, 1976, 1977, 1978, 1979, 1981, 1982, 1983, 1985, 1987, 1989
- Copa del Rector de la Universidad Jagellónica (1): 1993

### Torneos internacionales
- Copa Intertoto de la UEFA (2): 1969, 1973 (no oficiales por UEFA)

### Torneos amistosos
- Chicago Trophy (1): 2007

## Participación en competiciones de la UEFA

### Por competencia
- En negrita competiciones en activo.

| Torneo                       | TJ | PJ  | PG | PE | PP | GF  | GC  | DG  | Puntos |
| ---------------------------- | -- | --- | -- | -- | -- | --- | --- | --- | ------ |
| Liga de Campeones de la UEFA | 8  | 32  | 15 | 4  | 13 | 58  | 50  | +8  | 49     |
| Liga Europa de la UEFA       | 13 | 64  | 27 | 16 | 21 | 107 | 80  | +27 | 97     |
| Recopa de Europa de la UEFA  | 2  | 8   | 5  | 0  | 3  | 17  | 12  | +5  | 15     |
| Total                        | 23 | 104 | 47 | 20 | 37 | 182 | 142 | +40 | 161    |

### Partidos
| 1967–68 | Recopa de Europa             | 1                  | HJK Helsinki         | 4–1, 4–0 |
| 1967–68 | Recopa de Europa             | 2                  | Hamburgo             | 0–1, 0–4 |
| 1976–77 | Copa de la UEFA              | 1                  | Celtic               | 2–2, 2–0 |
| 1976–77 | Copa de la UEFA              | 2                  | Molenbeek            | 1–1, 1–1 |
| 1978–79 | Copa de Europa               | 1                  | Brujas               | 1–2, 3–1 |
| 1978–79 | Copa de Europa               | 2                  | Zbrojovka Brno       | 2–2, 1–1 |
| 1978–79 | Copa de Europa               | 1/4                | Malmö FF             | 2–1, 1–4 |
| 1981–82 | Copa de la UEFA              | 1                  | Malmö FF             | 0–2, 1–3 |
| 1984–85 | Recopa de Europa             | 1                  | ÍBV                  | 4–2, 3–1 |
| 1984–85 | Recopa de Europa             | 2                  | Fortuna Sittard      | 0–2, 2–1 |
| 1998–99 | Copa de la UEFA              | 1.ª Clasificatoria | Newtown              | 0–0, 7–0 |
| 1998–99 | Copa de la UEFA              | 2.ª Clasificatoria | Trabzonspor          | 5–1, 2–1 |
| 1998–99 | Copa de la UEFA              | 1                  | Maribor              | 2–0, 3–0 |
| 1998–99 | Copa de la UEFA              | 2                  | Parma                | 1–1, 1–2 |
| 2000–01 | Copa de la UEFA              | Clasificatoria     | Željezničar Sarajevo | 0–0, 3–1 |
| 2000–01 | Copa de la UEFA              | 1                  | Real Zaragoza        | 1–4, 4–1 |
| 2000–01 | Copa de la UEFA              | 2                  | Porto                | 0–0, 0–3 |
| 2001–02 | Liga de Campeones de la UEFA | 2.ª Clasificatoria | Skonto               | 2–1, 1–0 |
| 2001–02 | Liga de Campeones de la UEFA | 3.ª Clasificatoria | Barcelona            | 3–4, 0–1 |
| 2001–02 | Copa de la UEFA              | 1                  | Hajduk Split         | 2–2, 1–0 |
| 2001–02 | Copa de la UEFA              | 2                  | Internazionale       | 0–2, 1–0 |
| 2002–03 | Copa de la UEFA              | Clasificatoria     | Glentoran            | 2–0, 4–0 |
| 2002–03 | Copa de la UEFA              | 1                  | Primorje             | 2–0, 6–1 |
| 2002–03 | Copa de la UEFA              | 2                  | Parma                | 1–2, 4–1 |
| 2002–03 | Copa de la UEFA              | 3                  | Schalke 04           | 1–1, 4–1 |
| 2002–03 | Copa de la UEFA              | 4                  | Lazio                | 3–3, 1–2 |
| 2003–04 | Liga de Campeones de la UEFA | 2.ª Clasificatoria | AC Omonia            | 5–2, 2–2 |
| 2003–04 | Liga de Campeones de la UEFA | 3.ª Clasificatoria | Anderlecht           | 1–3, 0–1 |
| 2003–04 | Copa de la UEFA              | 1                  | NEC Nimega           | 2–1, 2–1 |
| 2003–04 | Copa de la UEFA              | 2                  | Vålerenga            | 0–0, 0–0 |
| 2004–05 | Liga de Campeones de la UEFA | 2.ª Clasificatoria | WIT Georgia          | 8–2, 3–0 |
| 2004–05 | Liga de Campeones de la UEFA | 3.ª Clasificatoria | Real Madrid          | 0–2, 1–3 |
| 2004–05 | Copa de la UEFA              | 1                  | Dinamo Tbilisi       | 4–3, 1–2 |
| 2005–06 | Liga de Campeones de la UEFA | 3.ª Clasificatoria | Panathinaikos        | 3–1, 1–4 |
| 2005–06 | Copa de la UEFA              | 1                  | Vitória de Guimarães | 0–3, 0–1 |
| 2006–07 | Copa de la UEFA              | 2.ª Clasificatoria | SV Mattersburg       | 1–1, 1–0 |
| 2006–07 | Copa de la UEFA              | 1                  | Iraklis              | 0–1, 2–0 |
| 2006–07 | Copa de la UEFA              | Fase de grupos     | Blackburn Rovers     | 1–2      |
| 2006–07 | Copa de la UEFA              | Fase de grupos     | Nancy                | 1–2      |
| 2006–07 | Copa de la UEFA              | Fase de grupos     | Basel                | 3–1      |
| 2006–07 | Copa de la UEFA              | Fase de grupos     | Feyenoord Rotterdam  | 1–3      |
| 2008–09 | Liga de Campeones de la UEFA | 2.ª Clasificatoria | Beitar Jerusalem     | 1–2, 5–0 |
| 2008–09 | Liga de Campeones de la UEFA | 3.ª Clasificatoria | Barcelona            | 0–4, 1–0 |
| 2008–09 | Copa de la UEFA              | 1                  | Tottenham Hotspur    | 1–2, 1–1 |
| 2009–10 | Liga de Campeones de la UEFA | 2.ª Clasificatoria | Levadia Tallinn      | 1–1, 0–1 |
| 2010–11 | Liga Europa de la UEFA       | 2.ª Clasificatoria | Šiauliai             | 2–0, 5–0 |
| 2010–11 | Liga Europa de la UEFA       | 3.ª Clasificatoria | Qarabağ              | 0–1, 2–3 |
| 2011–12 | Liga de Campeones de la UEFA | 2.ª Clasificatoria | Skonto               | 1–0, 2–0 |
| 2011–12 | Liga de Campeones de la UEFA | 3.ª Clasificatoria | Litex Lovech         | 2–1, 3–1 |
| 2011–12 | Liga de Campeones de la UEFA | Ronda Play-off     | APOEL Nicosia        | 1–0, 1–3 |
| 2011–12 | Liga Europa de la UEFA       | Fase de grupos     | Twente               | 1–4, 2–1 |
| 2011–12 | Liga Europa de la UEFA       | Fase de grupos     | Fulham               | 1–0, 1–4 |
| 2011–12 | Liga Europa de la UEFA       | Fase de grupos     | Odense BK            | 1–3, 2–1 |
| 2011–12 | Liga Europa de la UEFA       | 1/16               | Standard Lieja       | 1–1, 0–0 |
| 2024–25 | UEFA Europa League           | 1.ª Clasificatoria | Llapi                | 2–0, 2–1 |
| 2024–25 | UEFA Europa League           | 2.ª Clasificatoria | Rapid Wien           | 1–2, 1–6 |
| 2024–25 | UEFA Conference League       | 3.ª Clasificatoria | Spartak Trnava       | 1–3, 3–1 |
| 2024–25 | UEFA Conference League       | Playoff            | Cercle Brugge        | 1–6, 4–1 |

## Entrenadores
- Imre Schlosser (1924–29)
- František Koželuh (1929–34)
- Vilmos Nyúl (1934–39)
- Otto Mazal-Skvajn (1939–46)
- Jan Kotlarczyk (1946–47)
- Artur Walter (1947–48)
- Josef Kuchynka (1948–50)
- Michał Matyas (1950–54)
- Mieczysław Gracz (1954–55)
- Artur Woźniak (1956–57)
- Josef Kuchynka (1958–59)
- Károly Kósa (1959–60)
- Karel Finek (1960–61)
- Mieczysław Gracz (1961–62)
- Karel Kolsky (1963–64)
- Czesław Skoraczyński (1964–67)
- Mieczysław Gracz (1967–69)
- Gyula Teleky (1969–70)
- Michał Matyas (1970–71)
- Marian Kurdziel (1971–72)
- Jerzy Steckiw (1972–74)
- Aleksander Brożyniak (1975–77)
- Orest Lenczyk (1977–79)
- Lucjan Franczak (1979–81)
- Wiesław Lendzion (1981–82)
- Roman Durniok (1982–83)
- Edmund Zientara (1983–84)
- Orest Lenczyk (1984–85)
- Stanisław Chemicz (1985)
- Lucjan Franczak (1985–86)
- Stanisław Cygan (1986–87)
- Aleksander Brożyniak (1987–89)
- Stanisław Chemicz (1989)
- Adam Musiał (1989)
- Bogusław Hajdas (1989)
- Adam Musiał (1990–92)
- Kazimierz Kmiecik (1992)
- Karol Pecze (1992–93)
- Marek Kusto (1993–94)
- Orest Lenczyk (1994)
- Marek Kusto (1994)
- Lucjan Franczak (1994–96)
- Kazimierz Kmiecik (1996)
- Henryk Apostel (1996–97)
- Kazimierz Kmiecik (1997)
- Wojciech Łazarek (1997–98)
- Jerzy Kowalik (1998)
- Franciszek Smuda (1998–99)
- Jerzy Kowalik (1999)
- Marek Kusto (1999–2000)
- Wojciech Łazarek (2000)
- Adam Nawałka (2000)
- Orest Lenczyk (2000–01)
- Adam Nawałka (2001)
- Franciszek Smuda (2001–02)
- Henryk Kasperczak (2002–04)
- Werner Lička (2005)
- Jerzy Engel (2005)
- Tomasz Kulawik (2005)
- Dan Petrescu (2006)
- Dragomir Okuka (2006)
- Adam Nawałka (2007)
- Kazimierz Moskal (2007)
- Maciej Skorża (2007–10)
- Henryk Kasperczak (2010)
- Tomasz Kulawik (2010)
- Robert Maaskant (2010–11)
- Kazimierz Moskal (2011–12)
- Michał Probierz (2012)
- Tomasz Kulawik (2012–13)
- Franciszek Smuda (2013–2016)
- Dariusz Wdowczyk (2016)
- Kazimierz Kmiecik (2016)
- Kiko Ramírez (2017)
- Joan Carrillo (2018)
- Maciej Stolarczyk (2018–2019)
- Artur Skowronek (2019–2020)
- Peter Hyballa (2020–2021)
- Kazimierz Kmiecik (2021)
- Adrián Guľa (2021–2022)
- Jerzy Brzęczek (2022)[15]
- Radosław Sobolewski (2022–23)
- Mariusz Jop (2023)
- Albert Rudé (2023–24)
- Kazimierz Moskal (2024–actual)